# اونادون
اونادون (باليابانية: 鰻丼) هو طبق ياباني. يتكون من وعاء كبير من نوع دونبوري مملوء بالأرز الأبيض المطهو على البخار، ومغطى بشرائح من ثعبان البحر (أوناغي) مشوية بأسلوب يعرف باسم كاباياكي، ومثل ترياكي، يتم تزجيج الشرائح بصلصة الصويا المحلاة، وتسمى تاري المكرملة، ويفضل أن تكون مشوية على نار الفحم. لا يسلخ الجلد، ويوضع جانب الجلد الرمادي للأسفل. تُسكب كمية كافية من صلصة تاري بحيث يتسرب بعضها عبر الأرز الموجود تحتها. حسب التقاليد، يتم رش التوت المجفف المسحوق من السانشو في الأعلى كتوابل. ويحظى الطبق بشعبية كبيرة خارج اليابان، وخاصة في تايوان والولايات المتحدة.

## الاختلافات
تشمل الاختلافات أوناجو (鰻重، نفس الطبق ولكن يقدم في تشوبكو (重箱، صندوق طعام مطلي بالورنيش)، وناغاياكي (長焼き، يتم تقديم ثعبان البحر والأرز بشكل منفصل)، وهيتسومابوشي (ひつまぶし، ثعبان البحر المفروم جيدًا منثور فوق الأرز في حاوية أرز خشبية (هيتسو)، من ناغويا).
هناك طريقتان لشوي ثعبان البحر، طريقة منطقة كانتو، حيث يتم طهي ثعبان البحر على البخار قبل شويه مع الصلصة، مما يجعل ثعبان البحر أكثر طراوة. والآخر هو أسلوب منطقة كانساي، وهو مشوي دون تبخير.

## تاريخيا
اونادون هو النوع الأول من طبق أرز دونبوري، الذي تم اختراعه في أواخر فترة إيدو، خلال عصر بونكا (1804–1818) على يد رجل يُدعى إيماسوكي أوكوبو من بلدة ساكاي (في الوقت الحاضر حي تشوأو)، وحقق نجاحًا كبيرًا في الحي.
يُزعم أن أول مطعم باعه كعمل تجاري هو أونويا (大野屋)، في فوكياتشو (葺屋町) (بجوار مدينة ساكاي) في وقت غير محدد، ولكن من المفترض قبل أن تحترق المسارح في عام 1841. بعد المجاعة الكبرى عام 1844، بدأت في بيع الأونادون مقابل عملة مستطيلة واحدة من نوع تينو-سين، وحقق نجاحًا كبيرًا.
أما بالنسبة للأوناجو، حيث يتم حشو ثعبان البحر والأرز في صناديق جوباكو، فإن إحدى النظريات تنسب منشئها إلى جيهي (大谷儀兵衛)، الذي بدأ مشروعًا تجاريًا لمطعم أسماك المياه العذبة في سانيا، أساكوسا، طوكيو، يُدعى فوناجي (鮒儀) (المعروف لاحقًا باسم جوباكو، الجيل الحالي من المطعم موجود في أكاساكا). وفقًا لهذا الإصدار، كان الأوناجو موجودًا بالفعل في أواخر فترة إيدو، ولكن هناك منتقدين لهذا الرأي. يقول معلقون آخرون أن أوناجو ظهر في فترة تايشو، وباستخدام الصناديق المطلية، بهدف إظهار الفخامة. عادة ما يكون أوناجو أغلى من اونادون.